# Заполье (Пинский район)
Заполье (бел. Запо́лле) — деревня в Пинском районе Брестской области Республики Беларусь. Входит в состав Оснежицкого сельсовета. Население — 1241 человек (2019).

## География
Заполье находится в 3 км к северу от центра Пинска, фактически примыкая к северным окраинам города. Местность принадлежит бассейну Днепра,  С юга Заполье граничит с северной окраиной Пинска, с востока — с деревней Галево. Заполье и Галево разделены автодорогой Р6 (Пинск — Ивацевичи).

## История

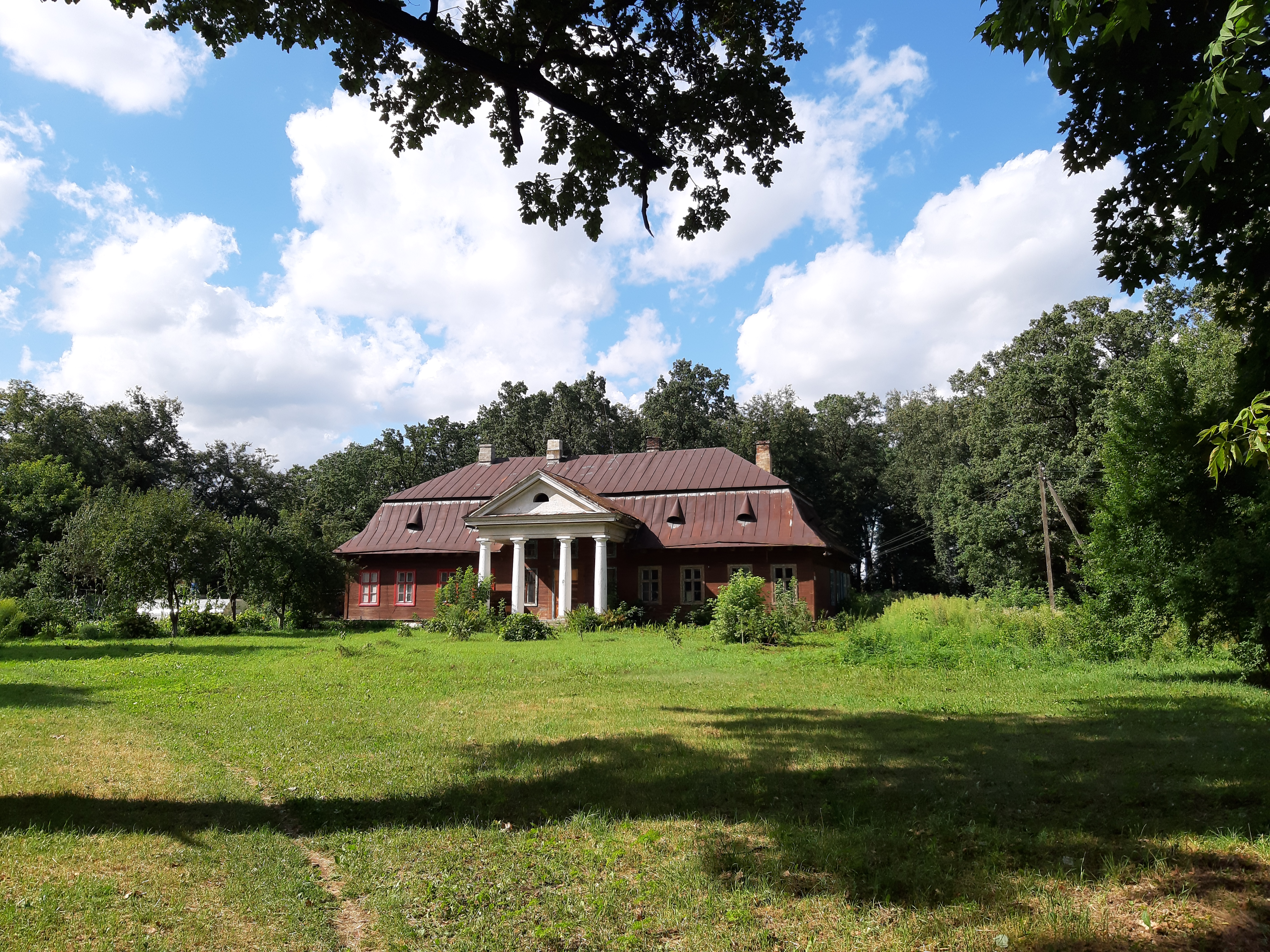
Усадьба Плятеров

Поселение старинное, первое упоминание относится к 1488 году. В 1496 году дворище в Заполье купил Ф. Тишкович. В середине XVI века имение принадлежало пинскому старосте Каспару Ивановичу, а в XVII веке — Вишневецким. Со времени территориально-административной реформы середины XVI века в Великом княжестве Литовском Заполье входило в состав Пинского повета Берестейского воеводства.
В XVIII веке Заполье принадлежало роду Друцких-Любецких, затем в качестве приданого Юзефы Друцкой-Любецкой перешло к её мужу Войтеху Пусловскому, а от него к их сыну Вандолину. В 1784 году Заполье посетил король Станислав Август Понятовский, которому в имении был устроен торжественный приём.
После второго раздела Речи Посполитой (1793) в составе Российской империи, поселение входило в состав Пинского уезда. В 1872 году как приданое Геновефы Пусловской, дочери Вандолина, Заполье перешло к графу Адаму Броель-Плятеру из рода Плятеров. В этот период Заполье входило в состав имения Пясечно, которое располагалось к западу от современного посёлка Оснежицы. В период Первой мировой войны Пясечно было полностью разрушено и тогдашний владелец имения Марьян Стефан Вандалин Плятер перенёс свою резиденцию в уцелевшую усадьбу Заполья.
Согласно Рижскому мирному договору (1921) село вошло в состав межвоенной Польши. Марьян Стефан Вандалин Плятер был последним владельцем имения вплоть до 1939 года, в 1920-е годы в Заполье был выстроен новый усадебный дом (сохранился до наших дней). С 1939 года Заполье в составе БССР.

## Достопримечательности
- Усадьба Плятеров. Усадебный дом построен в 1920-е годы, окружён небольшим парком пейзажно-регулярного типа. Расположена на северной окраине деревни. Усадьба включена в Государственный список историко-культурных ценностей Республики Беларусь[6][7] —  Историко-культурная ценность Республики Беларусь, шифр 112Г000562.

Усадебный дом — памятник архитектуры, отражающий характерное для начала XX в. возрождение традиционного типа усадебной постройки 2-й половины XVIII в. переходного стиля от барокко к классицизму.